# SN 2011gi
SN 2011gi – supernowa typu Ia-pec odkryta 21 września 2011 roku w galaktyce PGC0001981. W momencie odkrycia miała maksymalną jasność 18,20m.